# Villarta-Quintana
Villarta-Quintana è un comune spagnolo di 198 abitanti situato nella comunità autonoma di La Rioja.